# Kolonie Modliborskie
Kolonie Modliborskie – część wsi Modliborzyce w Polsce, położona w województwie świętokrzyskim, w powiecie opatowskim, w  gminie Baćkowice.
W latach 1975–1998 Kolonie Modliborskie administracyjnie należały do województwa tarnobrzeskiego.